# Fire in the belly
Fire in the belly는 LE SSERAFIM의 스튜디오 앨범인 Unforgiven에 13번째로 수록된 곡으로, 2023년 5월 1일 앨범 공개와 함께 공개되었다. 제목 "Fire in the belly"는 "fire in one's belly"에서 유래한 것으로, 야심을 뜻하는 영어 관용구이다. 이 곡의 장르는 댄스 팝이지만, 그 중에서도 살사 (음악)이나 탱고 음악과 같이 스페인과 라틴아메리카의 빠른 템포의 음악적 색채가 강하게 느껴지는 곡이다. 곡 중간에 Amigo, ¡ven conmingo!, Prende el Fuego와 같은 스페인어가 다수 사용된 것도 곡의 주요 특징이다. 
LE SSERAFIM의 2023 일본 콘서트 투어에서 맨 마지막 곡으로 항상 이 곡을 사용했다. 이 곡의 가사 "너 내 동료가 되어라"를 8월 13일 콘서트에서 김채원이 버벅거리면서 해당 곡의 인지도가 올라갔으며, 해외 언론에서도 이를 다루었다. 한편 김채원의 버벅거리는 영상은 SNS 상으로 확산되면서 빠르게 핫이슈로 부상하기도 했다.